# Episodi di Detective Conan (ventunesima stagione)
Questa è una lista degli episodi della ventunesima stagione della serie anime Detective Conan.

## Lista episodi
| Nº Ja | Nº It | Titolo italiano Giapponese 「Kanji」 - Rōmaji - Traduzione letterale | In onda           | In onda           |
| Nº Ja | Nº It | Titolo italiano Giapponese 「Kanji」 - Rōmaji - Traduzione letterale | Giapponese        | Italiano          |
| 646   | 697   | Misteri nell'albergo stregato - prima parte - 「幽霊ホテルの推理対決（前編）」 - Yūrei hoteru no suiri taiketsu (zenpen) – "Gara di deduzioni nell'hotel infestato (prima parte)" | 18 febbraio 2012  | 18 maggio 2015    |
| 646   | 697   | Conan, Ran e Sonoko si stanno recando all'Haido Hotel per festeggiare la vittoria di Ran al campionato di karate. Mentre sono sull'autobus, Sonoko accusa Sera, un ragazzo che si trova accanto a lei, di averle toccato il sedere e Ran, per difendere l'amica, tenta di colpirlo; questo, però, inizia a difendersi usando il Jeet Kune Do. Sera, dopo avere placato Ran, riesce a discolparsi e Conan spiega che, in realtà, è stato proprio il ragazzo a evitare che un maniaco potesse sfiorare Sonoko. Le due ragazze si scusano e Sera dichiara di essere diretto anche lui all'Haido Hotel. Arrivati a destinazione, Conan, Ran e Sonoko cercano la sala del buffet e chiedono informazioni a una donna. Poco dopo, i tre sentono strani rumori provenire dal parcheggio dell'hotel. Conan si precipita a controllare e scopre che la donna incontrata poco prima e altre due persone hanno trovato un loro conoscente a terra privo di vita. Probabilmente, l'uomo è precipitato da uno dei piani dell'hotel e Conan, assieme a coloro che hanno trovato il cadavere, si dirige verso il tetto poiché la donna afferma di avere visto un'ombra sospetta. Vengono rinvenuti una giacca con sopra appoggiate un paio di scarpe e si pensa, quindi, ad un suicidio; Conan è sul punto di rivelare che, in realtà, si tratta di un omicidio, ma viene interrotto da Sera. Dopo una serie di deduzioni, Sera afferma che la sua professione è proprio quella del detective. |                   |                   |
| 647   | 698   | Misteri nell'albergo stregato - seconda parte - 「幽霊ホテルの推理対決（後編）」 - Yūrei hoteru no suiri taiketsu (kōhen) – "Gara di deduzioni nell'hotel infestato (seconda parte)" | 25 febbraio 2012  | 19 maggio 2015    |
| 647   | 698   | Megure e Takagi giungono sul posto per indagare e, intanto, Sera sembra sbagliare la sua deduzione appositamente per osservare la reazione di Conan. Conan utilizza la voce di Shinichi per risolvere il caso. Alla fine, Ran e Sonoko rimangono scioccate quando scoprono che, in realtà, Sera è una ragazza, di nome Masumi, e che si è trasferita nella loro classe. |                   |                   |
| 648   | 699   | Assedio in agenzia - prima parte - 「探偵事務所籠城事件（勃発）」 - Tantei jimusho rōjō jiken (boppatsu) – "Il caso del sequestro dell'agenzia investigativa (scoppio)" | 3 marzo 2012      | 20 maggio 2015    |
| 648   | 699   | Sera racconta ai suoi nuovi compagni di classe di avere vissuto in America con i suoi genitori, ma di preferire il Giappone perché è il luogo dove è nata e cresciuta. Quando Ran e Sonoko stanno per tornare a casa, vengono fermate da Sera che vorrebbe andare all'agenzia di Kogoro per incontrare Conan. Masumi rimane delusa quando scopre che Conan è andato a dormire da Agasa. Improvvisamente, in agenzia entrano tre scrittrici, seguite da un uomo armato di pistola. Sera e Ran tentano di disarmare l'avversario, ma questi rivela di avere addosso alcune bombe e minaccia di farsi saltare in aria se non riceverà aiuto. L'uomo sospetta che una delle tre donne abbia ucciso sua sorella, nota scrittrice, ai bagni termali e, dopo averle convocate con una scusa, vorrebbe che Kogoro gli indicasse chi l'ha uccisa. Nel frattempo, a casa di Agasa, Conan rivela ad Ai di essersi accorto che Sera ha sbagliato apposta la deduzione. Dato che i Giovani Detective hanno visto Ran passeggiare con una persona sconosciuta, Conan decide di chiamarla per assicurarsi che stia bene. Sera convince l'uomo a lasciare che Ran risponda alla chiamata e, successivamente, finge di spegnere il cellulare dell'amica. La conversazione viene mantenuta e Conan riesce ad intuire cosa sta accadendo. L'uomo, però, scopre l'inganno e Conan è costretto a utilizzare ancora una volta la voce di Shinichi. |                   |                   |
| 649   | 700   | Assedio in agenzia - seconda parte - 「探偵事務所籠城事件（狙撃）」 - Tantei jimusho rōjō jiken (sogeki) – "Il caso del sequestro dell'agenzia investigativa (sotto tiro)" | 10 marzo 2012     | 21 maggio 2015    |
| 649   | 700   | Il criminale accetta di non interrompere la comunicazione telefonica per poter avere il supporto di Shinichi. L'ultima persona ad averla visto viva sembra essere colei che la scrittrice aveva soprannominato "Topo". Conan si fa spedire le immagini dei tre libri autografati che le scrittrici hanno portato. Ad un certo punto, Sera si accorge di un bagliore all'esterno dell'agenzia investigativa e intuisce che la polizia ha piazzato alcuni cecchini sul tetto dell'edificio di fronte. Sera inganna l'uomo spingendolo vicino alla finestra e facendo in modo che la polizia possa avere una buona visuale per sparare, ma Ran chiude rapidamente le tende per evitare che questo accada dichiarando di non avere intenzione di vedere qualcuno morire davanti ai suoi occhi e che Shinichi non lo permetterebbe mai. Conan si appresta a rivelare il nome dell'assassina nonostante questo possa portare il criminale a compiere un omicidio-suicidio. Infatti, subito dopo avere scoperto l'identità del "Topo", l'uomo le punta contro la pistola. |                   |                   |
| 650   | 701   | Assedio in agenzia - terza parte - 「探偵事務所籠城事件（解放）」 - Tantei jimusho rōjō jiken (kaihō) – "Il caso del sequestro dell'agenzia investigativa (rilascio)" | 17 marzo 2012     | 22 maggio 2015    |
| 650   | 701   | Conan lo ferma e gli dimostra che sua sorella si è suicidata. Preso dallo sconforto, l'uomo si distrae e viene prontamente disarmato da Ran e bloccato a terra da Sera. La polizia irrompe, quindi, nell'ufficio e lo arresta. Conan spiega di avere mentito e racconta come si sono svolti veramente i fatti e chi è la vera colpevole. Il giorno seguente, Conan è a passeggio con Ran, Sonoko e Sera, le quali discutono sul comportamento di Shinichi che si è presentato a casa di Agasa, ha risolto il caso e se n'è andato immediatamente. Sera sembra sospettare che Shinichi non si sia potuto far vedere da Ran per qualche ragione e afferma di avere capito che lui e Conan sono in ottimi rapporti e che la ragazza è più forte di quanto pensava. |                   |                   |
| 651   | 702   | Conan contro Heiji: sfida tra detective - prima parte - 「コナンVS平次 東西探偵推理勝負」 - Conan vāsasu Heiji - Tōzai tantei suiri shōbu – "Conan contro Heiji - Gara di deduzioni fra il detective dell'est e dell'ovest [Speciale di 1 ora]" | 24 marzo 2012     | 30 maggio 2015    |
| 651   | 702   | Ran e Conan incontrano Sera per strada e la portano in agenzia parlandole di Heiji, che sta per arrivare a Tokyo. Heiji irrompe in agenzia e, a primo impatto, scambia Sera per un ragazzo. Heiji spiega che Kazuha si è fermata in un ristorante a comprare del curry, ma, improvvisamente, riceve una sua chiamata. Kazuha racconta che uno straniero ha ordinato a tutti i clienti di non lasciare il ristorante poiché nel bagno è avvenuto un omicidio. Sera, approfittando della situazione, organizza una gara di deduzioni fra Heiji e Shinichi che sarà rappresentato da Conan. Al ristorante, il gruppo incontra Takagi e Megure e, successivamente, scopre che il misterioso straniero è Andrè dell'FBI. Sera chiede ad Andrè come mai la fissa in continuazione e pensa che si stia chiedendo se lei sia una ragazza, ma, in realtà, Camel ha l'impressione di averla già vista da qualche parte. La gara di deduzioni prosegue e Heiji ha l'impressione che l'uomo provenga dalla regione del Kansai. Intanto, Jodie, in macchina con James all'esterno del ristorante, riceve da Camel una foto di Sera sul cellulare, e anche lei la scambia per un ragazzo. |                   |                   |
| 651   | 703   | Conan contro Heiji: sfida tra detective - seconda parte - 「コナンVS平次 東西探偵推理勝負」 - Conan vāsasu Heiji - Tōzai tantei suiri shōbu – "Conan contro Heiji - Gara di deduzioni fra il detective dell'est e dell'ovest [Speciale di 1 ora]" | 24 marzo 2012     | 30 maggio 2015    |
| 651   | 703   | Il caso viene risolto da Conan e Camel esce dal ristorante per raggiungere i colleghi spiegando loro il perché di quella foto; Jodie non sembra riconoscere Sera e nemmeno James, ma quest'ultimo è l'unico ad avere capito a prima vista che Sera è una ragazza. |                   |                   |
| 652   | 704   | Illusioni e veleni - prima parte - 「毒と幻のデザイン（Eye）」 - Doku to maboroshi no dezain (eye) – "La progettazione di veleno ed illusione (occhio)" | 21 aprile 2012    | 31 agosto 2015    |
| 652   | 704   | Heiji rivela di trovarsi a Tokyo perché ha ricevuto una lettera da parte dell'assassino del presidente di una società di design. Nella busta era presente anche la chiave di una vecchia villa della vittima. Kazuha ha visitato l'abitazione al posto di Heiji e ha notato una persona dai capelli lunghi che ha inciso sulle mattonelle di una stanza la sigla "EYE". Il gruppo decide di fare visita alla famiglia della vittima per ottenere qualche nuova informazione. Sera vorrebbe unirsi al gruppo, ma Heiji la scarica con la scusa che al cliente era stato detto che sarebbero andati solo in cinque. Il figlio della vittima, dopo avere mangiato una fetta di torta, muore avvelenato. |                   |                   |
| 653   | 705   | Illusioni e veleni - seconda parte - 「毒と幻のデザイン（S）」 - Doku to maboroshi no dezain (esu) – "La progettazione di veleno ed illusione (S)" | 28 aprile 2012    | 1º settembre 2015 |
| 653   | 705   | La polizia scopre che solo la fetta di Baumkuchen del ragazzo era avvelenata ed è stata presa in modo apparentemente casuale dalla vittima. Yamato rivela che tutte le piastrelle del bagno in cui è morto il presidente sono perfettamente identiche e sembrano differenti solo a causa di un'illusione ottica. La polizia riesce, quindi, a risalire al messaggio che l'uomo aveva lasciato prima di morire ovvero "SON" ("figlio"). Suo figlio, però, è già morto e, quindi, esiste un secondo assassino. |                   |                   |
| 654   | 706   | Illusioni e veleni - terza parte - 「毒と幻のデザイン（Poison）」 - Doku to maboroshi no dezain (poison) – "La progettazione di veleno ed illusione (veleno)" | 5 maggio 2012     | 2 settembre 2015  |
| 654   | 706   | Mentre la polizia interroga i sospettati, la vicepresidentessa della società viene lasciata sola in una stanza. Dopo qualche tempo, questa viene trovata morta. |                   |                   |
| 655   | 707   | Illusioni e veleni - quarta parte - 「毒と幻のデザイン（Illusion）」 - Doku to maboroshi no dezain (illusion) – "La progettazione di veleno ed illusione (illusione)" | 12 maggio 2012    | 3 settembre 2015  |
| 655   | 707   | Heiji e Conan scoprono che la colpevole degli omicidi è Satake, la segretaria, che ha sfruttato delle illusioni ottiche. Kazuha prova a dichiararsi a Heiji, ma lui, dopo avere saputo che a Londra Shinichi si è dichiarato a Ran, corre da Conan per prenderlo in giro e il tentativo di Kazuha fallisce. |                   |                   |
| 656   | 708   | Il video del dottor Agasa - prima parte - 「博士の動画サイト（前編）」 - Hakase no dōga saito (zenpen) – "Il sito di video del professore (prima parte)" | 19 maggio 2012    | 4 settembre 2015  |
| 656   | 708   | Ai, Ayumi e Agasa stanno cucinando del curry mentre Conan è intento a cercare sul web informazioni riguardanti un vaso antico che Agasa ha trovato nello scantinato di casa. Tornando dal supermercato, Genta e Mitsuhiko incontrano Masumi di fronte all'abitazione di Shinichi. Masumi chiede ai due se conoscono Agasa e rivela loro di essere stata presente nell'agenzia di Kogoro quando alcune persone erano state prese in ostaggio. Mitsuhiko le spiega che Shinichi, in quell'occasione, aveva potuto risolvere il caso perché si trovava nelle vicinanze. Dalle parole di Mitsuhiko, Sera scopre che Ai ha chiesto ai suoi amici di tenere segrete queste informazioni. Masumi si chiede se Ai sia la stessa bambina che si nota all'interno del video messo online da Agasa nel quale chiede aiuto per la valutazione di un vaso. Sera si accorge che qualcuno ha spostato le tende della finestra della casa di Shinichi e chiede ai ragazzi se vi sia qualcuno all'interno. Genta e Mitsuhiko le spiegano che Subaru è il nuovo inquilino della casa perché la sua abitazione è stata distrutta da un incendio. In quel momento, Sera alza gli occhi alla finestra di casa Kudo dove Okiya si nasconde per osservarla e afferma di essersi preoccupata per niente. I due ragazzini tornano in casa. Genta calcia un pallone che finisce dritto nella pentola di curry sporcando Ayumi. Questa è costretta a rimanere a casa a farsi una doccia mentre gli altri tornano al supermercato. Non appena Conan si allontana, Okiya inizia a seguire di nascosto Ai, Genta e Mitsuhiko non accorgendosi, però, di una macchina sospetta nelle vicinanze. Subito dopo, qualcuno suona alla porta e Agasa va ad aprire mentre Ayumi esce dal bagno indossando i vestiti di Ai. Al supermercato, Conan viene messo al corrente del fatto che Genta e Mitsuhiko hanno incontrato Sera, la quale ha detto loro di avere visto Ai in un video. Conan è visibilmente preoccupato e Ai, per avere la conferma della sua presenza nel video, chiama immediatamente Agasa. Nessuno risponde e Conan, sospettando possa esserci lo zampino dell'organizzazione, corre verso casa. I ragazzi trovano Agasa stordito da un taser e si accorgono che Ayumi è stata rapita. Osservando il video, Conan nota che Ai appare nel video solo se viene ingrandita l'immagine riflessa dalle lenti degli occhiali di Agasa. Conan intuisce, quindi, che Ayumi è stata rapita al posto di Ai. Lei teme che possa essere stata opera dell'organizzazione, ma Conan smentisce questa ipotesi dato che, se fossero stati loro, non avrebbero lasciato tracce. Il discorso fra Ai e Conan viene ascoltato da Okiya, che ha piazzato delle microspie in casa di Agasa. |                   |                   |
| 657   | 709   | Il video del dottor Agasa - seconda parte - 「博士の動画サイト（後編）」 - Hakase no dōga saito (kōhen) – "Il sito di video del professore (seconda parte)" | 26 maggio 2012    | 7 settembre 2015  |
| 657   | 709   | Conan scopre che Ayumi è stata rapita da due persone che si erano recate da Agasa per valutare il vaso antico. Conan, grazie a una serie di indizi, capisce che l'obiettivo dei rapitori era il tappeto sul quale era posato il vaso. I due si erano accorti della presenza di Ai nel video semplicemente perché avevano ingrandito l'immagine per osservare il tappeto. I rapitori vengono arrestati, ma Ai si chiede se ci sia da preoccuparsi per la presenza del video sul web, ma Conan la rassicura spiegando di avere già rimosso il tutto e che è stato appunto un caso se i rapitori si sono accorti di lei. In quel momento, però, Conan si chiede come abbia fatto Sera a trovare quel video. Nel frattempo, Sera, nella sua camera d'albergo, è intenta a eliminare l'inquadratura di Ai estratta dal video di Agasa con aria minacciosa. |                   |                   |
| 658   | 710   | Trappola al cioccolato 「ショコラの熱い罠」 - Shokora no atsui wana – "La calda trappola della cioccolata" | 2 giugno 2012     | 8 settembre 2015  |
| 658   | 710   | Ran, Sonoko e Conan si recano in un negozio di dolci il giorno prima dell'inaugurazione per assistere a un'anteprima della presentazione delle pietanze. La prima portata va a fuoco e il maître chocolatier muore nell'incendio. La compagna dell'uomo, invece, rimane solo lievemente ferita. La polizia vorrebbe chiudere il caso sostenendo che si sia trattato di un incidente, ma Conan non è d'accordo. |                   |                   |
| 659   | 711   | Il primo amore - prima parte - 「初恋の共同捜査（前編）」 - Hatsukoi no kyōdō sōsa (zenpen) – "Indagine in collaborazione con il primo amore (prima parte)" | 9 giugno 2012     | 9 settembre 2015  |
| 659   | 711   | Dopo essere stati al cinema, i Giovani Detective notano un'auto che è stata vandalizzata. Chiba, proprietario del mezzo, contatta Yumi che si reca al parcheggio accompagnata dalla recluta Naeko. I giovani detective scoprono che Naeko è il primo amore di Chiba e cercano di fare in modo che i due restino a indagare assieme. |                   |                   |
| 660   | 712   | Il primo amore - seconda parte - 「初恋の共同捜査（後編）」 - Hatsukoi no kyōdō sōsa (kōhen) – "Indagine in collaborazione con il primo amore (seconda parte)" | 16 giugno 2012    | 10 settembre 2015 |
| 660   | 712   | Chiba sembra non rendersi conto che Naeko, la nuova arrivata della stradale, sia colei di cui si era innamorato da piccolo. |                   |                   |
| 661   | 713   | Goro è un brav'uomo - prima parte - 「小五郎さんはいい人（前編）」 - Kogorō-san wa ī hito (zenpen) – "Kogoro-san è una persona buona (prima parte)" | 23 giugno 2012    | 11 settembre 2015 |
| 661   | 713   | Ran e Conan scoprono che un universitario si spaccia per Kogoro allo scopo di aiutare un'anziana signora. Questi chiede ai due di non rivelare il suo segreto alla donna. In un'abitazione viene commesso un delitto e l'anziana signora gli propone di provare a risolvere il caso. |                   |                   |
| 662   | 714   | Goro è un brav'uomo - seconda parte - 「小五郎さんはいい人（後編）」 - Kogorō-san wa ī hito (kōhen) – "Kogoro-san è una persona buona (seconda parte)" | 30 giugno 2012    | 14 settembre 2015 |
| 662   | 714   | Sato e Takagi, informati da Ran, decidono di non smascherare il ragazzo di fronte a tutti. L'uomo ovviamente si trova in difficoltà e viene aiutato da Conan. |                   |                   |
| 663   | 715   | Il caso del cervo volante Miyama 「ミヤマクワガタを追え」 - Miyamakuwagata o oe – "L'inseguimento del coleottero di montagna" | 7 luglio 2012     | 15 settembre 2015 |
| 663   | 715   | Genta e Mitsuhiko desiderano avere dei coleotteri. Agasa accompagna tutti i piccoli detective da un suo amico che abita nei pressi di un bosco dove è possibile catturare questo tipo di insetti. L'amico di Agasa viene aggredito e gli viene sottratta una statua raffigurante Buddha. Conan indaga per scoprire chi l'ha aggredito. |                   |                   |
| 664   | 716   | Un nuovo caso per Coeur 「名犬クールのお手柄２」 - Meiken Kūru no otegara 2 – "Il grande trionfo del cane Coeur 2" | 14 luglio 2012    | 16 settembre 2015 |
| 664   | 716   | Il cane Coeur, grazie al suo fiuto, ritrova il cadavere di un uomo. Nel frattempo, i Giovani Detective trovano per terra una mappa del quartiere dove sono riportate delle "X" che indicano alcune abitazioni. Pensando che si tratti della mappa di un rapinatore, i ragazzi si recano dai proprietari delle case per indagare. |                   |                   |
| 665   | 717   | L'iniziale sospetta 「疑惑のイニシャルＫ」 - Giwaku no initial K (inisharu kei) – "Il sospetto della K iniziale" | 21 luglio 2012    | 17 settembre 2015 |
| 665   | 717   | Un uomo viene assassinato nella zona che, solitamente, è presidiata da un agente di quartiere che sta per essere promosso ad agente di polizia. Megure scopre che chi è stato ucciso era un ricattatore e, quindi, le persone ricattate diventano automaticamente dei sospettati. |                   |                   |
| 666   | 718   | Delitto in una sera di pioggia 「雨の夜の脅迫者」 - Ame no yoru no kyōhaku-sha – "L'intimidatore in una notte piovosa" | 28 luglio 2012    | 18 settembre 2015 |
| 666   | 718   | Chiba chiede aiuto a Kogoro perché una sua conoscente è scomparsa. Questa è minacciata da un detenuto che, avendo scontato la sua pena, è stato recentemente liberato. |                   |                   |
| 667   | 719   | Vigilia delle nozze - prima parte - 「ウエディング・イヴ（前編）」 - Wedding Eve (Uedingu Ivu) (zenpen) – "Vigilia di nozze (prima parte)" | 1º settembre 2012 | 21 settembre 2015 |
| 667   | 719   | Kogoro, Ran e Conan sono alla festa di addio al nubilato di Banba, un vecchio amico di Kogoro. Hatsune, la futura sposa, lascia il party per recarsi in un salone di bellezza. Dopo un po' di tempo, Banba decide di telefonare a Hatsune. In quel momento, all'esterno del ristorante, l'auto di Hatsune esplode e lei perde la vita. La polizia scarta l'ipotesi del suicidio poiché, sotto un'unghia finta di Hatsune, è stata rinvenuta della pelle e il DNA coincide con quello di Banba. Lui si difende e accusa un cameriere presente in sala di essere l'amante di Hatsune poiché i due si sono incontrati spesso in segreto. Questi rivela di essere un detective privato, di nome Tooru Amuro, ingaggiato da Hatsune per tenere d'occhio il futuro marito. Amuro afferma di poter dimostrare la sua innocenza perché nel ristorante è presente un altro detective ingaggiato da Banba che aveva l'incarico di seguirlo. Tooru racconta di avere scoperto, dopo alcune indagini, che Banba e sua moglie furono salvati entrambi in tenera età da un incendio in un albergo. |                   |                   |
| 668   | 720   | Vigilia delle nozze - seconda parte - 「ウエディング・イヴ（後編）」 - Wedding Eve (Uedingu Ivu) (kōhen) – "Vigilia di nozze (seconda parte)" | 8 settembre 2012  | 22 settembre 2015 |
| 668   | 720   | Conan, dopo avere osservato le scarpe di Banba, addormenta Kogoro e spiega che l'uomo è innocente poiché non si è mai allontanato dal ristorante e Hatsune si è davvero suicidata. Grazie a un test del DNA più approfondito, la polizia scopre che Banba e Hatsune erano gemelli omozigoti, ma la donna, essendo affetta dalla sindrome di Turner era nata femmina. Dopo avere scoperto dalle indagini di Amuro di essere stata vittima durante l'infanzia di un incendio assieme al suo futuro marito, Hatsune si era premurata di richiedere delle analisi in ospedale. Dopo avere avuto conferma dei suoi sospetti, Hatsune ha deciso di suicidarsi. Il giorno seguente, Kogoro, Ran e Conan scoprono che Amuro ha cominciato a lavorare part-time al Caffè Poirot. Amuro chiede a Kogoro se può diventare suo apprendista promettendogli un compenso per il suo insegnamento e, quindi, pagando per ogni caso a cui gli sarà permesso prendere parte. Kogoro accetta senza esitazione mentre Conan commenta fra sé e sé il fatto che adesso ci sia un'altra persona tra i piedi nella loro vita. |                   |                   |
| 669   | 721   | Il tesoro della torre nera - prima parte - 「くらやみ塔の秘宝（前編）」 - Kurayami tō no hihō (zenpen) – "Tesoro nella torre delle tenebre (prima parte)" | 15 settembre 2012 | 23 settembre 2015 |
| 669   | 721   | La senpai di Ran al corso di karate chiede ai giovani detective di aiutarla nella caccia al tesoro all'interno della torre delle tenebre. Questa costruzione, situata nel giardino della villa in cui abita, non ha né porte né finestre. Mentre esplorano la villa, i ragazzi sentono un rumore: una donna è caduta dalla torre. |                   |                   |
| 670   | 722   | Il tesoro della torre nera - seconda parte - 「くらやみ塔の秘宝（後編）」 - Kurayami tō no hihō (kōhen) – "Tesoro nella torre delle tenebre (seconda parte)" | 22 settembre 2012 | 24 settembre 2015 |
| 670   | 722   | Conan scopre di trovarsi in una sorta di prisma. Raggiunta la sommità della torre, Conan preme i tasti nell'ordine giusto e, oltre a svelare dove era celato l'ingresso della struttura, riesce anche a mostrare a tutti il vero tesoro della villa. |                   |                   |
| 671   | 723   | Notturno dei detective - il caso - 「探偵たちの夜想曲（事件）」 - Tantei-tachi no yasōkyoku (jiken) – "Il notturno dei detective (il caso)" | 6 ottobre 2012    | 25 settembre 2015 |
| 671   | 723   | Amuro termina il suo turno al Poirot e raggiunge Kogoro, Ran e Conan in agenzia. Amuro spiega di essere stato contattato da una persona sul sito Internet dell'agenzia investigativa creato pochi giorni prima da Conan. Kogoro riceve una mail sul cellulare con la quale Kashitsuka richiede che l'incontro venga spostato al ristorante "Colombo" poco distante dall'agenzia. I quattro si recano, quindi, nel locale. Kogoro spiega agli altri che la richiesta di Kashitsuka consiste nel trovare la cassaforte che possa essere aperta da una chiave che è in suo possesso. Il tempo passa e Kashitsuka non si presenta; all'improvviso, Kogoro si accorge di avere ricevuto le mail di Kashitsuka da due indirizzi differenti per cui questi potrebbe non avere notato la conferma dell'appuntamento al ristorante. I quattro tornano all'agenzia, ma non trovano nessuno. Kogoro si dirige in bagno, ma, prima di aprire la porta, riceve un'altra mail nella quale gli viene richiesto di recarsi urgentemente al "Colombo" portando tutti quanti. Dopo avere chiuso la porta dell'ufficio, Amuro li ferma spiegando loro che qualcuno ha incontrato Kashitsuka al posto di Kogoro fingendosi un suo assistente e lo sta tenendo in ostaggio all'interno del bagno poiché vi sono dei segni di trascinamento sul pavimento di fronte a esso e, non appena Kogoro ha tentato di entrarvi, ha ricevuto la mail che gli chiedeva di andar via. Amuro apre la porta dell'ufficio, ma, improvvisamente, si sente uno sparo. Conan si precipita nel bagno e trova un uomo morto con una pistola in mano e una donna legata e imbavagliata accanto a lui. La polizia raggiunge l'agenzia e Kei racconta di essere stata presa in ostaggio e interrogata dall'uomo circa la chiave della cassaforte prima che questi, sentendosi braccato, si togliesse la vita. Kei racconta che la chiave si trovava tra gli effetti personali del fratello deceduto pochi giorni prima. Amuro si offre di riaccompagnarla a casa con la sua auto e, in quel momento, Megure chiede a Kogoro come mai Amuro sia lì e gli viene spiegato che si tratta del suo nuovo allievo. Megure nota che Kogoro, ultimamente, è circondato da detective e racconta ad Amuro che anche una ragazza detective liceale è stata presente sulle scene del crimine assieme a Kogoro. Amuro sembra piuttosto interessato al riguardo. Poco dopo, Amuro, Kogoro, Ran e Conan accompagnano Kei a casa. |                   |                   |
| 672   | 724   | Notturno dei detective - rapimento - 「探偵たちの夜想曲（誘拐）」 - Tantei-tachi no yasōkyoku (yūkan) – "Il notturno dei detective (rapimento)" | 13 ottobre 2012   | 28 settembre 2015 |
| 672   | 724   | I cinque arrivano nella palazzina nella quale si trova l'appartamento di Kei. Conan chiede a Kei di poter usare il bagno. Kei li fa entrare e Kogoro accende il televisore. In un notiziario viene data la notizia del fatto avvenuto all'agenzia investigativa e Ran accende il cellulare credendo che Eri sia in pensiero. Riceve, invece, una telefonata da Sera che si è preoccupata molto per loro. La conversazione fra le due, però, è disturbata e Amuro intuisce che nell'appartamento sono state piazzate delle cimici. Kei si allontana con una scusa ed è sul punto di fuggire quando viene interrotta da Conan che la convince a portarlo con sé. Kogoro, Ran e Amuro si mettono all'opera per neutralizzare le cimici ed entrano in una stanza dalla quale proviene un cattivo odore. Nell'auto di Kei, Conan si addormenta dopo avere bevuto una bibita compratale da lei e, parallelamente, Kogoro, Ran e Amuro trovano una valigia sotto il letto contenente il cadavere di un uomo di corporatura esile. Kei spedisce una mail a Kogoro minacciando di fare del male a Conan se i tre chiameranno la polizia. Ran chiama Agasa per rintracciare il distintivo da detective che Conan ha con sé. Ran deve interrompere subito la chiamata poiché ne sta ricevendo un'altra da parte di Sera, che si offre di collaborare alle indagini. Agasa ha il maggiolino in riparazione e Ai si chiede come possano inseguire Kei; in quell'istante, Okiya entra in casa e propone di usare la sua auto per la ricerca. Amuro scopre molti particolari sospetti nell'appartamento di Kei che fanno supporre che sia legata a una rapina in banca avvenuta giorni prima. |                   |                   |
| 673   | 725   | Notturno dei detective - deduzioni - 「探偵たちの夜想曲（推理）」 - Tantei-tachi no yasōkyoku (suiri) – "Il notturno dei detective (deduzione)" | 20 ottobre 2012   | 30 novembre 2015  |
| 673   | 725   | Ai, Okiya e Agasa inseguono l'auto dove si trovano Conan e Kei. Nel frattempo, Amuro, Kogoro e Ran cercano qualche informazione nel computer presente nell'appartamento. Conan capisce che l'obiettivo di Kei (il cui vero nome, in realtà, è Serina) è quello di uccidere i rapinatori che hanno ferito mortalmente il suo fidanzato durante l'assalto alla banca avvenuto pochi giorni prima. Serina, con il cellulare sottratto alla sua ultima vittima, cerca di capire quale fra le tre donne presenti nella lista delle ultime chiamate effettuate sia la terza complice. Nel computer, Kogoro trova una fotografia che ritrae i tre rapinatori e Ran si accorge che, in una mail, vi è scritto un indirizzo, perciò, Amuro decide di recarsi lì. I tre escono dall'appartamento e prendono un ascensore per scendere al piano terra; nello stesso momento, Sera sta usando un secondo ascensore per salire, perciò, finisce per non incontrarli per pochi secondi. Conan e Serina fanno visita alle tre donne; Okiya, Ai e Agasa continuano l'inseguimento. Ran riceve una mail da Conan nella quale le dice che va tutto bene. Amuro si accorge della presenza di Sera che li sta seguendo in moto. Alla fine, Conan sembra avere capito chi sia, ma rivela a Serina che non ha intenzione di dirglielo per evitare che lei si suicidi. |                   |                   |
| 674   | 726   | Notturno dei detective - Bourbon - 「探偵たちの夜想曲（バーボン）」 - Tantei-tachi no yasōkyoku (Bābon) – "Il notturno dei detective (Bourbon)" | 27 ottobre 2012   | 1º dicembre 2015  |
| 674   | 726   | Conan spiega a Serina di avere capito che, una volta uccisa la terza rapinatrice, vuole suicidarsi, perciò, tenta di convincerla ad abbandonare il suo piano e a costituirsi. Nel frattempo, Okiya, Ai, Agasa, Sera, Amuro, Kogoro e Ran continuano l'inseguimento, preoccupati per l'incolumità di Conan. Serina promette che si costituirà e Conan le rivela chi delle tre donne è la terza rapinatrice. Quest'ultima irrompe improvvisamente dentro la vettura di Serina puntando la pistola alla tempia di Conan. Questa spara un colpo di avvertimento e Okiya, Ai e Agasa, poco distanti, si rendono conto che l'auto dalla quale proveniva lo sparo è la stessa sulla quale si trova Conan. Agasa avvisa Kogoro che l'auto in cui si trova Conan è una Swift blu in corsa sull'autostrada di Oishi; in quel momento, Amuro si accorge che la macchina in questione è nella corsia opposta, perciò, fa una repentina inversione a U e Sera fa lo stesso. Non appena i due si posizionano dietro l'auto di Okiya, Ai avverte una sensazione di pericolo provenire da dietro. Okiya la tranquillizza dicendole di non fare quella faccia e, subito dopo, lascia il volante nelle mani di Agasa per aprire lo sportello e sporgersi fuori dalla vettura. Subaru è sul punto di estrarre qualcosa dalla giacca, ma la macchina di Amuro gli passa proprio accanto: i due si vedono. Okiya rientra immediatamente all'interno dell'auto e Amuro lo sorpassa. Amuro avverte Kogoro di tenersi a destra dell'auto, stringe Ran a sé e tira il freno a mano lasciando schiantare la propria auto contro quella della rapinatrice. Questa esce dalla macchina tenendo puntata la pistola contro Conan, ma Sera monta sul cofano dell'automobile e la colpisce al volto con la moto. Conan viene tratto in salvo e Sera lo abbraccia piangendo di gioia. Amuro la osserva e si chiede perché Masumi si trovi lì. All'improvviso, Okiya, Sera e Amuro ricevono una telefonata. Vermouth osserva la scena dell'incidente dall'alto e parla al telefono con Bourbon. Vermouth si ritiene soddisfatta dell'andamento del piano e chiede al suo interlocutore se la promessa che le è stata fatta verrà mantenuta. Una persona fra Subaru, Masumi e Amuro è Bourbon. |                   |                   |
| 675   | 727   | Tra moglie e marito... - prima parte - 「1ミリも許さない（前編）」 - Ichi miri mo yurusanai (zenpen) – "Non perdonare neanche un millimetro (prima parte)" | 10 novembre 2012  | 2 dicembre 2015   |
| 675   | 727   | I Giovani Detective si stanno recando a casa di due persone, incontrate durante il loro recente campeggio, le quali li hanno invitati a un barbecue. Ai commenta come sia grazie al fatto che Conan si sia fatto rapire che i bambini hanno potuto conoscere quella coppia. Conan le dice, a proposito del giorno del suo rapimento, che è rimasto stupito sapendo che anche Ai si era unita al suo inseguimento. Ai gli risponde che è stato Subaru a chiederle di venire anche lei e Conan è sorpreso di sentire chiamare l'uomo per nome da parte della ragazza dato che non lo aveva mai fatto prima d'ora. Le chiede, quindi, se, per caso, si stia abituando a Subaru, ma Ai, ricordando la frase detta dall'uomo in auto, "Non fare quella faccia", gli dice che si sta sbagliando. Conan riceve una chiamata da Sera che si sta recando in agenzia assieme a Ran e Sonoko e, attraverso il cellulare, sente la voce di Ai chiedendo conferma se appartenga a lei. Conan cerca di evitare il discorso, ma Sera gli chiede di portare Ai in agenzia per poterla incontrare. Conan le spiega che, quel pomeriggio, hanno in programma un barbecue e che, quindi, non torneranno prima di sera, poi chiude la telefonata. Masumi sembra molto dispiaciuta di non poter incontrare Conan; Sonoko le chiede se, per caso, segua Ran ovunque solo per stare assieme al detective. Sera le risponde che, in verità, avrebbe anche voluto incontrare Amuro, ma che, la scorsa volta, purtroppo, era buio per strada e la polizia li ha subito divisi per un interrogatorio. Il discorso verte su Ai poiché Sera fa alcune domande su di lei a Ran e Sonoko chiedendo loro che tipo sia quella ragazzina. Le ragazze le spiegano che Ai parla in modo maturo e che, a detta di Sonoko, sembra una donna asociale che, in qualche modo, è tornata ragazzina, come Conan. Le dicono, però, che non è una fan di Sherlock Holmes come Conan a cui, invece, piace molto come a Shinichi. Sera pensa fra sé e sé che questo già lo sapeva, da molto tempo. Sera vede poi l'uomo somigliante ad Akai per strada e tenta di inseguirlo, ma lui si nasconde. In seguito si vede Ai pensare fra sé che la frase "Non fare quella faccia" pronunciata da Okiya le ricorda una frase detta da Dai Moroboshi, traditore dell'organizzazione fidanzato con Akemi: si scopre, quindi, che lo conosceva. |                   |                   |
| 676   | 728   | Tra moglie e marito... - seconda parte - 「1ミリも許さない（後編）」 - Ichi miri mo yurusanai (kōhen) – "Non perdonare neanche un millimetro (seconda parte)" | 17 novembre 2012  | 3 dicembre 2015   |
| 676   | 728   | Conan analizza le reazioni del colpevole e scopre che soffre davvero per il rischio che sta correndo sua moglie. |                   |                   |
| 677   | 729   | La spiaggia senza impronte 「足跡がない砂浜」 - Ashiato ga nai sunahama – "La spiaggia di sabbia senza impronte" | 24 novembre 2012  | 11 dicembre 2015  |
| 677   | 729   | Kogoro, Ran e Conan si recano al mare per fare surf. La ragazza che ha noleggiato loro l'attrezzatura viene trovata morta sulla spiaggia. |                   |                   |
| 678   | 730   | Una sceneggiatura oscura - prima parte - 「長崎ミステリー劇場（幕末篇）」 - Nagasaki misuterī gekijō (Bakumatsu-hen) – "Il mistero del teatro di Nagasaki (parte Bakumatsu)" | 1º dicembre 2012  | 15 dicembre 2015  |
| 678   | 730   | Ran vince un viaggio a Nagasaki alla lotteria di quartiere. Una volta arrivata in città con Kogoro e Conan, si imbatte in una troupe cinematografica che sta girando un film ambientato nei tempi del Bakumatsu. Durante le riprese, alcuni attori vengono aggrediti e uno sceneggiatore scompare. |                   |                   |
| 679   | 731   | Una sceneggiatura oscura - seconda parte - 「長崎ミステリー劇場（現代篇）」 - Nagasaki misuterī gekijō (gendai-hen) – "Il mistero del teatro di Nagasaki (parte attuale)" | 8 dicembre 2012   | 16 dicembre 2015  |
| 679   | 731   | Uno degli attori aggrediti indica Ran come colpevole. Conan riesce a dimostrare l'innocenza di Ran e risolve il mistero degli incidenti e della scomparsa dello sceneggiatore. |                   |                   |
| 680   | 732   | Un cactus come prova 「サボテン狂騒曲」 - Saboten kyō sō kyoku – "La rapsodia del cactus" | 15 dicembre 2012  | 17 dicembre 2015  |
| 680   | 732   | Conan, Ran e Sonoko si recano da una persona che coltiva piante grasse rare. Nella villa dell'uomo sono presenti anche i due figli e una governante. |                   |                   |